# Nederlandse Spoorwegen
Nederlandse Spoorwegen (сокращённо NS) — основной пассажирский железнодорожный перевозчик Нидерландов, до 1992 года — монополист на пассажирские железнодорожные перевозки. В 2003 году от компании было отделено правительственное агентство ProRail, занимающееся поддержанием и развитием инфраструктуры сети железных дорог. Ежедневно услугами Nederlandse Spoorwegen пользуется около миллиона человек (население страны составляет около 16 миллионов).

## История
Компания была основана в 1938 году путём формального слияния двух крупнейших нидерландских железнодорожных компаний, Hollandsche IJzeren Spoorweg-Maatschappij (HSM) и Maatschappij tot Exploitatie van Staatsspoorwegen (SS). Обе компании активно сотрудничали с 1917 года, контрольные пакеты акций обеих компаний принадлежали государству, и объединение стало лишь формальностью. После объединения правительство выкупило оставшиеся акции, но не стали национализировать компанию.
Во время Второй мировой войны компания Nederlandse Spoorwegen оставалась автономной, хотя и вынуждена была сотрудничать с немецким оккупационным правительством, в частности, депортировать евреев в лагеря смерти. После войны она играла огромную роль в восстановлении экономики, так как железнодорожный транспорт был основным способом пассажирских и грузовых перевозок. В 1960-е годы компания начала приходить в упадок вследствие конкуренции со стороны автомобильного транспорта, а также из-за уменьшения перевозок угля после его замены газом на основных теплоцентралях. Компания была объявлена важной для государства и получила существенные субсидии, одновременно увеличив интенсивность пассажирских перевозок.
В 1990-х годах ситуация снова изменилась: правительство сочло, что субсидии NS являются финансовой обузой, и взяло курс на самоокупаемость компании и развитие конкуренции. Согласно принятой в 1991 году европейской директиве EU Directive 91/440, все национальные железнодорожные компании должны были быть разделены на компании, осуществляющие перевозки, и компании, занимающиеся инфраструктурой. Был принят план разделения NS, согласно которому за правительством оставалась инфраструктура железных дорог, а NS должна была осуществлять перевозки на коммерческой основе. Лишь там, где пассажирские перевозки были явно нерентабельными, правительство сохраняло субсидии.
Для выполнения плана новый исполнительный директор компании, Роб ден Бестен, собирался разделить её на несколько независимых управлений, в надежде, что они окажутся более экономически мобильными. План разделения, однако, встретил сопротивление профсоюзов и не был осуществлён. Реформа оказалась неудачной, и к 2001 году состояние компании существенно ухудшилось, так что совет директоров в полном составе вынужден был подать в отставку. Новым исполнительным директором стал Карел Нордзей, попросту отменивший все реформы 1990-х годов. Одновременно правительство оказалось более левым, чем в 1990-е годы, и не рассматривало более конкуренцию как самоцель. В результате правительство стало раздавать железнодорожным перевозчикам концессии. Перевозчиком на основных линиях остаётся Nederlandse Spoorwegen, однако второстепенные линии, в основном на северо-востоке и юго-востоке страны, были отданы в концессию менее значительным компаниям.

## Сеть дорог
Железные дороги покрывают практически всю территорию страны и соединяют все крупные города. Интенсивность движения на большинстве участков сети — две пары поездов в час; на наиболее загруженных участках — не менее четырёх пар поездов в час. Самая большая интенсивность — 12 пар поездов в час в пиковое время — в начале 2009 года была на участке Гаага — Роттердам. Поезда курсируют между 06:00 и 24:00, при этом на участке Роттердам — Гаага — Амстердам — Утрехт организовано ночное движение поездов (одна пара в час, останавливаются не на всех станциях).
Кроме обслуживания поездов в Нидерландах NS также в качестве партнёра входит в Dutchflyer, систему железнодорожного и паромного сообщения между Нидерландами и Великобританией.

## Типы поездов
До 2000-х годов существовали три типа поездов, различавшихся скоростью и количеством остановок:
- Stoptrein — локальные поезда, следующие со всеми остановками;
- Intercity — быстрые поезда, останавливающиеся лишь на крупных станциях. Используются для междугороднего сообщения.
- Sneltrein — промежуточный тип поезда, останавливающийся не на всех станциях. В последнее время их количество уменьшается.

В последние годы был введён тип поезда Sprinter — поезд, курсирующий на наиболее загруженных участках, со всеми остановками.
Каждая железнодорожная станция или платформа в Нидерландах обозначена как остановочный пункт для определённого типа поездов: либо только Stoptrein, либо Stoptrein и Sneltrein, либо все поезда, управляемые NS.
Международные и скоростные поезда не управляются NS и не укладываются в схемы, описанные выше.